# De skånska landskapens historiska och arkeologiska förening
De skånska landskapens historiska och arkeologiska förening grundades 1866. Bland föreningens grundare märks historikern Martin Weibull. 
Föreningens verksamhet har kretsat kring att ge ut skriftserier: Samlingar till Skånes historia, fornkunskap och beskrifning (1869–1874), Samlingar utgifna för De skånska landskapens historiska och arkeologiska förening (1874–1880), Skånska Samlingar (1894–1897) och Historisk tidskrift för Skåneland (1901–1921). Sedan 1961 ger föreningen ut ALE: Historisk tidskrift för Skåneland.